# Andrzej Osiecimski-Czapski
Andrzej Osiecimski-Czapski (ur. 8 lipca 1899 w Wilnie, zm. 14 maja 1976 w Westport) – polski wioślarz i hokeista, olimpijczyk.

## Życiorys
Pochodził z ziemiańskiej rodziny Kazimierza Roberta (1866–1942) i Marii Antoniny ze Śniadeckich h. Leliwa (1876–1945). Początkowo, w latach 1910–1913 uczył się w Genewie, później w Anglii, gdzie ukończył Eton College. W okresie nauki gimnazjalnej w Anglii odbył przeszkolenie wojskowe w Officers Training Corps (luty 1915 - wrzesień 1917). Od 1 maja 1919 służył w Wojsku Polskim (armia gen. Hallera na terenie Francji). Osiągnął stopień porucznika. Uczestnik wojny polsko-bolszewickiej jako żołnierz 8 Pułku Ułanów Ks. Józefa Poniatowskiego. W 1923 mianowany porucznikiem. W czasie przewrotu majowego został ranny w nogę, po czym przeszedł w stan spoczynku.
Uprawiał różne dyscypliny sportowe, ale największe sukcesy osiągnął w wioślarstwie i hokeju na lodzie. Jako wioślarz reprezentował Polskę podczas olimpiady w Paryżu 1924 w jedynkach; odpadł w przedbiegu. Został za to brązowym medalistą Mistrzostw Europy w Pradze w 1925 w jedynkach. Był to pierwszy medal polskiego wioślarza w zawodach tej rangi. Trzykrotnie zdobył tytuł mistrza Polski: w jedynkach w 1924 i 1925 oraz w dwójkach podwójnych w 1926 (w osadzie z Jerzym Lisieckim). Reprezentował barwy Warszawskiego Towarzystwa Wioślarskiego.
Jako hokeista był reprezentantem Polski, uczestnikiem Mistrzostw Europy w Davos w 1926. Występował jako zawodnik AZS Warszawa. Był także działaczem sportowym, członkiem pierwszego zarządu Polskiego Związku Hokeja na Lodzie w 1925. W latach 30. XX w. był naczelnym dyrektorem American Scantic Line w Polsce w Warszawie.

## Ordery i odznaczenia
- Krzyż Kawalerski Orderu Odrodzenia Polski (11 listopada 1937)[5]
- Srebrny Krzyż Zasługi (dwukrotnie: 29 lutego 1924[6], 19 marca 1931[4])